# Інкапсуляція (біокаталіз)
Інкапсуляція (біокаталіз) — впровадження ензимів чи клітин з відносно великими розмірами в клубки полімерних молекул (гель). Ця процедура називається іммобілізацією шляхом інклюзії (включення). Коли біокаталізатор вводиться всередину напівпроникної мембрани, звичайно сферичної, метод називається інкапсуляцією.